# Rolf Allan Håkanson

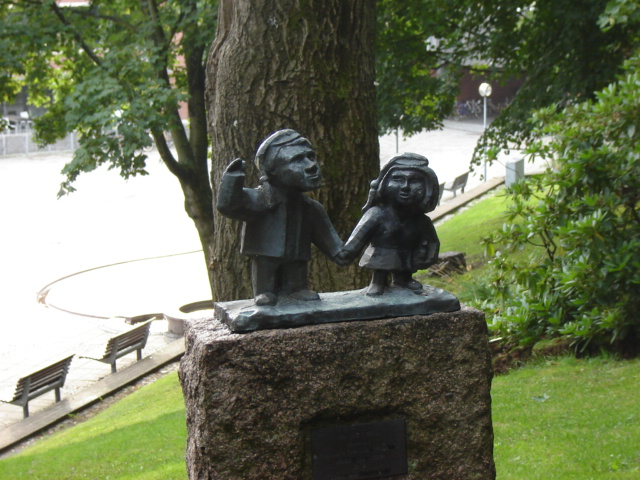
Emil och Emilia, staty på Chalmers tekniska högskola av Rolf Allan Håkanson.

Rolf Allan Håkanson, född 22 augusti 1950 i Enskede församling, död 17 januari 2020, var en svensk scenograf och formgivare.

## Biografi
Mellan 1972 och 1980 läste Håkanson på arkitektlinjen på Chalmers tekniska högskola, men arbetade sedan 1982 som scenograf för gruppen Galenskaparna och After Shave med scenografi, illustrationer och grafisk design. Han praktiserade en sommar hos Teodoro González de León, en av Mexikos främsta arkitekter.
Samarbetet med Galenskaparna och After Shave startade med revyn Skruven är lös, där Håkanson skissade fram "Den skruvade mannen" som är en teckning föreställande en man med en skruv i skallen. "Den skruvade mannen" döptes senare om till Okvin och fick senare vara med på illustrationer till revyerna Träsmak och Cyklar. Håkanson publicerade 2004 boken Scenbilder, med bilder, skisser och ritningar till olika Galenskaparna och After Shave-produktioner. I boken skriver han också om arbetet med de olika produktionerna och scenografierna.
Håkanson medverkade även i mindre roller i några produktioner. Exempelvis spelade han husdoktorn i TV-serien En himla många program, Valerius Hansson i seglarprogrammet "På vinden" i samma serie, och statyvältaren i filmen Monopol. I filmen Den enskilde medborgaren hade han en biroll som en av två bankrånare.
1995 fick han en Guldmask för scenografin till revyn Lyckad nedfrysning av herr Moro med Galenskaparna och After Shave. Han förnyade, tillsammans med Mats Stålsjö, scenografin till TV-programmet Prat i kvadrat inför sändningen i SVT 1998.
Han blev ombedd att göra en skulptur av Emil och Emilia till Chalmers 150-årsjubileum. Skulpturen, gjord i brons, står på Chalmersområdet.
Huset Villa Fyra, där han var bosatt, har han själv ritat. Håkanson blev 1997 nominerad till SAR Västs arkitekturpris. Huset har gatstensfasad, och genom vardagsrummet löper en åtta meter lång vattenränna. Håkanson har även fått beröm av Walt Disney Company för att han ritat om åkattraktionen Jukebox på Liseberg. Attraktionen finns, i form av en bläckfisk, över hela världen, men Håkanson ritade om den till en jukebox med amerikanska 50-talsbilar runtomkring.